# 1963年伊朗示威游行
1963年6月事件或伊朗历3月15日起义， 是由于伊朗王国的什叶派教士阿亚图拉鲁霍拉·霍梅尼因谴责伊朗沙阿穆罕默德·礼萨·巴列维和以色列被当局逮捕而引发的群众抗议活动。 国王政权对大规模的公众示威感到惊讶，尽管这些活动在几天内就被警察和军队镇压，但这些事件确立了（什叶派）宗教反对国王的重要性，以及霍梅尼作为主要反对派政治和宗教领袖的重要性和地位。 十五年后，霍梅尼领导伊朗伊斯兰革命，推翻了国王和巴列维王朝，建立了伊朗伊斯兰共和国。

## 背景

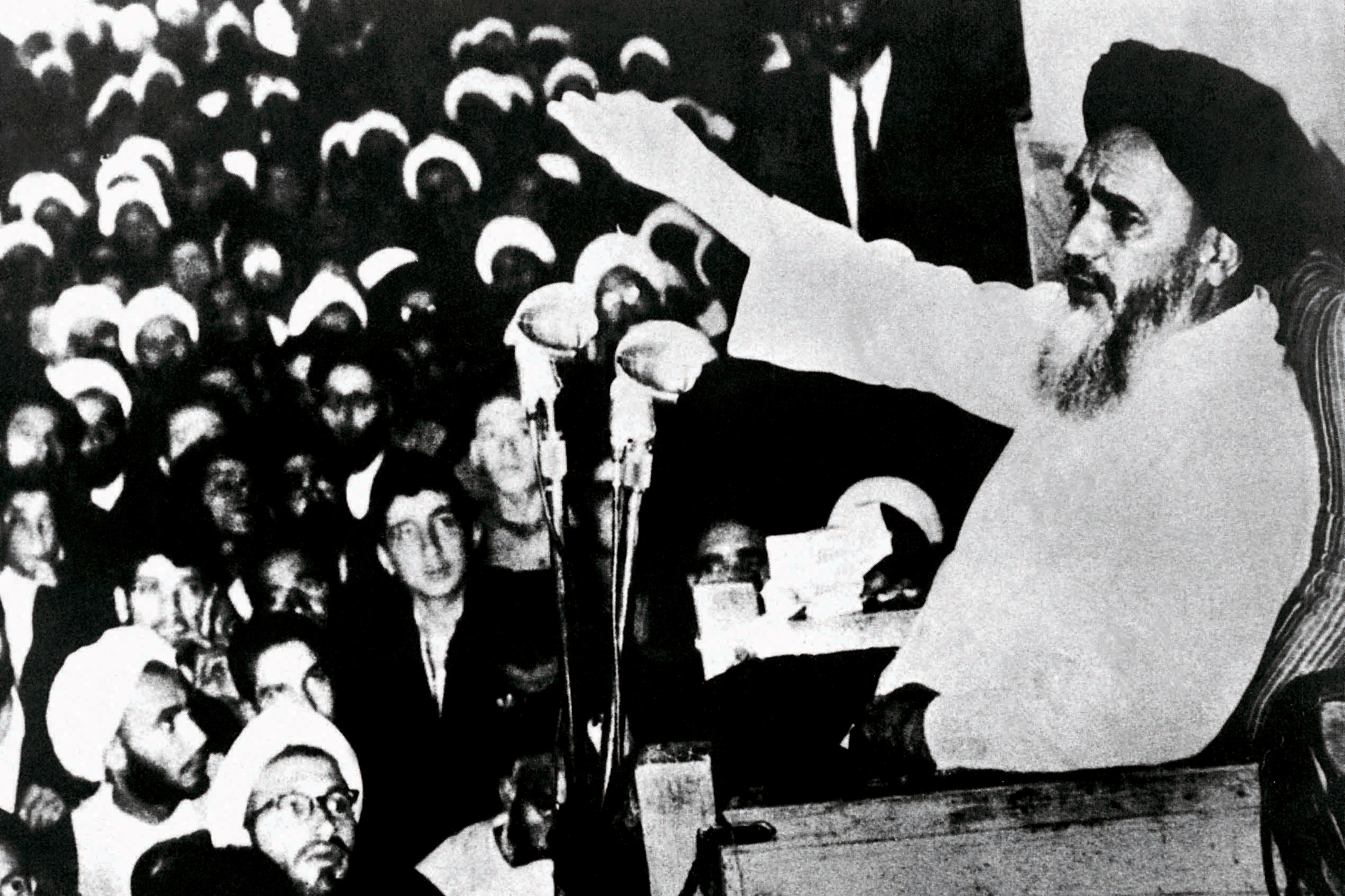
霍梅尼在库姆发表讲话并批评国王政府

1963年，伊朗国王穆罕默德·礼萨·巴列维在伊朗启动了几次现代化改革，被称为“国王和人民的革命”或“白色革命” ，由于这是一场不流血的革命，因此被称为白色革命。这些计划旨在实现伊朗的社会和经济变革。 因此，1963年1月26日，国王就白色革命的19条纲领举行了全民公投。这场革命的内容是土地改革、森林和牧场国有化、国有企业私有化、利润分享、扩大妇女投票权、组建扫盲队、组建卫生队、组建地方重建队和发展团、组建股本、所有水资源国有化、城乡现代化和重建、教育改革、工人拥有工业园区股份的权利、稳定物价、免费义务教育、为贫困者提供免费食品，引入社会保障和国民保险，稳定合理的租赁价格或购买住宅成本，以及采取反腐败措施。国王宣布这场革命是伊朗迈向现代化的必由之路。此外，国王可以通过他的白色革命赋予政变上台的巴列维王朝以合法性。这场革命造成了穆罕默德·礼萨·巴列维和伊朗什叶派宗教学者乌里玛之间的深刻裂痕，他们声称这些变化对伊斯兰教构成了严重威胁。鲁霍拉·霍梅尼是反对者之一，他在库姆与其他马尔贾和学者举行会议，抵制革命公投。 1963 年 1 月 22 日，霍梅尼发表了一份措辞声明，谴责国王及其计划。霍梅尼继续谴责国王的计划，发表了一份宣言，该宣言还带有其他八位高级宗教学者的签名。他在其中列出了国王违反宪法的各种方式，谴责了该国道德腐败的蔓延，并指责国王屈服于美国和以色列。他还下令取消伊朗历 1342 年（1963 年 3 月 21 日）的诺鲁兹庆祝活动，以抗议政府政策。 

## 活动

### 霍梅尼的布道和被捕

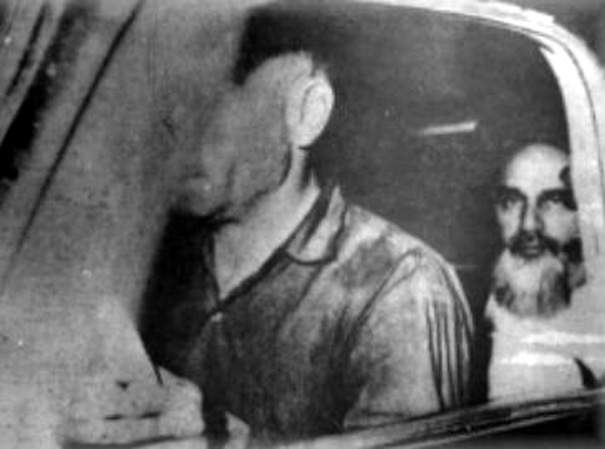
据信是 1963 年霍梅尼被捕时的照片

1963年6月3日下午，阿舒拉节，霍梅尼在费济耶学校发表演讲，将倭马亚哈里发耶齐德一世与沙阿进行了比较。他谴责国王是一个“可怜、悲惨的人”，并警告他，如果他不改变自己的方式，总有一天，人民会感谢他离开这个国家。 在德黑兰，估计有 10 万名霍梅尼支持者参加穆哈兰姆月游行，游行经过国王宫殿，高呼“独裁者去死，独裁者去死！上帝保佑你，霍梅尼！杀戮嗜血的敌人！” 
两天后凌晨三点，安全人员和突击队员突然来到霍梅尼位于库姆的家并逮捕了他。他们匆忙将他转移到德黑兰的卡斯尔监狱。 

### 抗议

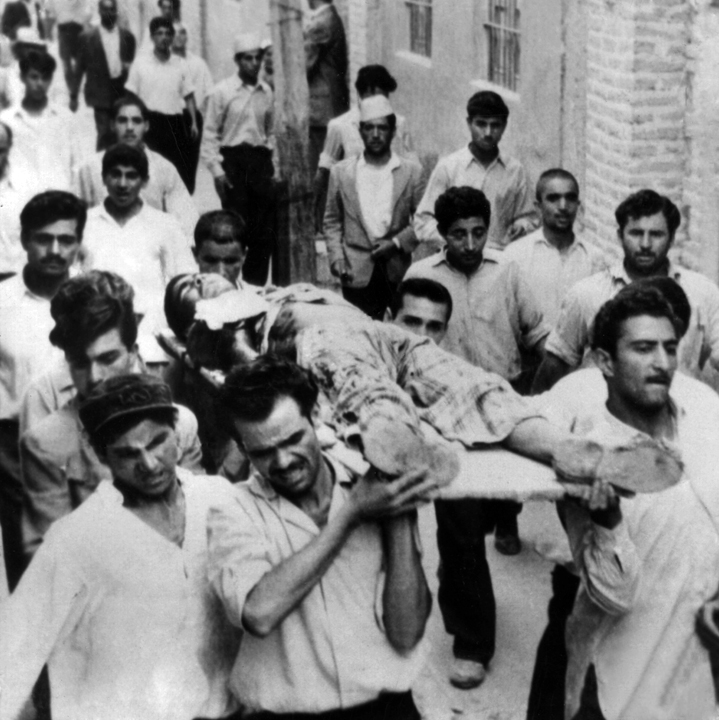
抗议者抬着一名遇难者的尸体

6月5日黎明时分，他被捕的消息首先传遍了库姆，然后传到了其他城市。在库姆、德黑兰、设拉子、马什哈德和瓦拉明，大批愤怒的示威者与装甲和空降部队对峙。在德黑兰，示威者袭击了警察局、 萨瓦克办公室和政府大楼，也包括其他各部委。政府宣布戒严并从晚上10点到凌晨5点实行宵禁随后，国王命令由吴拉姆·阿里·奥韦西少将指挥的一个帝国禁卫师进入该市镇压示威活动。第二天，少量抗议团体走上街头，并遭遇坦克和“身穿战斗装备，使用致命武力的士兵”。 瓦拉明附近的皮什瓦村在起义期间声名鹊起。来自皮什瓦的数百名村民开始向德黑兰游行，高喊“霍梅尼或死亡”。他们在一座铁路桥上被士兵拦住，当村民拒绝驱散并“用他们拥有的一切”攻击士兵时，士兵用机关枪开火。是否有“数十人或数百人”被杀“尚不清楚”。 直到六天后，秩序才完全恢复。 
据记者 Baqer Moin 报道，警方档案显示，6 月 5 日逮捕了 320 名来自不同背景的人，其中包括 30 名主要神职人员。文件还列出了 380 人在起义中丧生或受伤的情况，其中不包括“因害怕被捕”而没有去医院的人，也不包括被安全部队带到太平间火化或掩埋的人。 

### 霍梅尼获释

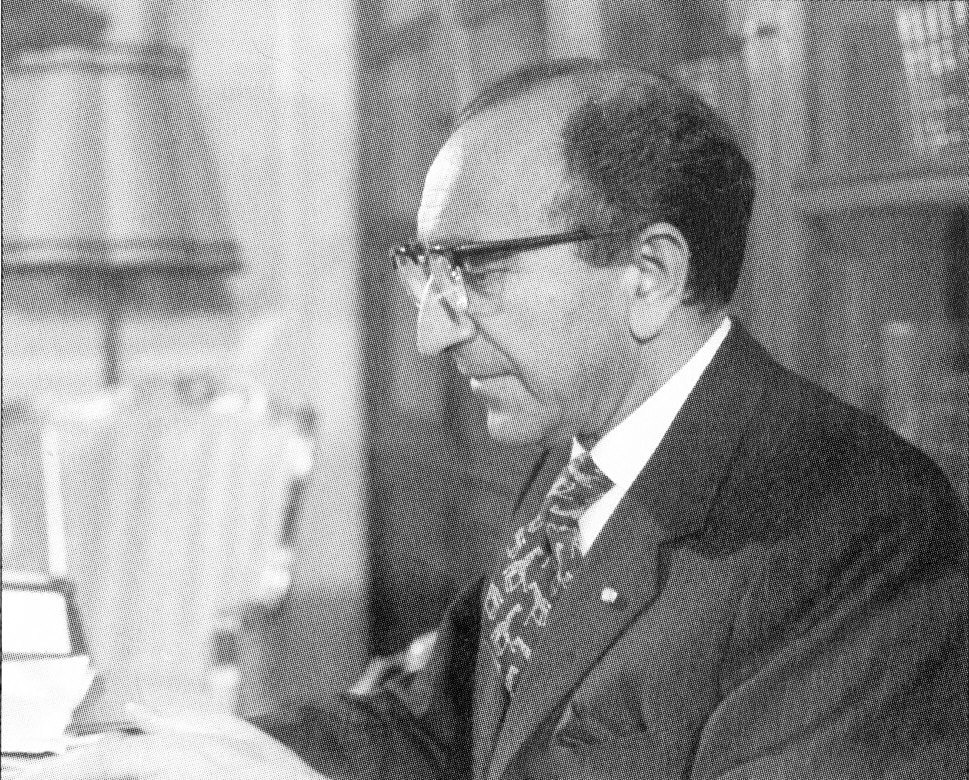
时任总理阿萨杜拉·阿拉姆是逮捕霍梅尼的支持者之一。

政权中的强硬派，如总理阿萨杜拉·阿拉姆和萨瓦克高层内马图拉·纳西里，赞成处决霍梅尼，因为他是骚乱的罪魁祸首，而集市和其他地方的暴力程度较低的罢工和抗议活动仍在继续。法蒂梅·帕克拉万——萨瓦克主任哈桑·帕克拉万 (Hassan Pakravan)的妻子 – 她在回忆录中写道，1963年，她的丈夫救了霍梅尼的命。帕克拉万认为，他的处决会激怒伊朗普通民众。他向国王提出了自己的论点。在说服国王允许他找到出路后，他拜访了伊朗高级宗教领袖之一阿亚图拉穆罕默德·卡齐姆·沙里亚特马达里，并请求他的帮助。沙里亚特马达里建议宣布将霍梅尼降至马尔贾。因此，其他马尔贾制定了一项宗教法令，并由 Pakravan 和 Seyyed Jalal Tehrani 呈交给国王。 帕克拉万救了霍梅尼的命，但他也付出了自己的代价。伊斯兰革命后，帕克拉万被革命政府判处死刑，与霍梅尼关系密切的帕克拉万的私人联系人前去寻求赦免，并提醒霍梅尼，帕克拉万救了他的命，霍梅尼回答说“他不应该这么做”。
在卡斯尔监狱关押十九天后，霍梅尼首先被转移到埃什拉塔巴德军事基地，然后又被转移到德黑兰达沃迪耶地区的一所房子里，在那里他受到监视。 1964 年 4 月 7 日他被释放并返回库姆。 

## 革命后
3月15日这个日期在整个伊朗伊斯兰共和国广为人知。“3月15日十字路口”、3月15日地铁站均以此日期命名。巧合的是，二十六年后的 1989 年，霍梅尼于 3月15日前夕去世。